# Крстарећи тенк Мк III/IV
Крстарећи тенкови Марк III и Марк IV (А13) били су британски тенкови из Другог светског рата. Крстарећи тенк Мк IV (А13 Мк II) је настао директно из Крстарећег тенка Мк III (А13 Мк I). Први Мк IV били су Мк III са додатним оклопом постављеним на куполу. Каснији Мк IVА су изграђени са комплетним додатним оклопом. Тенк је коришћен у Француској 1940. и почетком рата у Северној Африци, пре него што је повучен из службе. Укупно је изграђено 955 тих тенкова.

## Карактеристике
Крсташ Мк III био је наоружан топом од 2 фунте и митраљезом Викерс у куполи, без митраљеза у трупу. Био је оклопљен у истој мери као и крсташ Мк I (максимално 14 мм), и убрзо је превазиђен произодњом Мк IV, код кога су оклопне плоче додате на предњу страну трупа и куполе са циљем да се оклоп подигне на ниво крсташа Мк II. На куполи, плоче су постављене под углом са крова и са дна, дајући оригинално коцкастој куполи потпуно друкчији изглед. Неки Мк III накнадно су оклопљени на куполи, поставши приближно Мк IV. Мк IVА заменио је Викерсов митраљез Бесом. Комбинација вешања Кристи и мотора Либерти дала је брз тенк, одлика која се ценила у пустињи, иако је мотор био подложан кварењу. Није било "close support" (CS) верзије ових возила.

### У борби
Као и крсташи Мк I и Мк II, неки Мк IV послати су у Француску са Британским експедиционим снагама, али већина је служила у северној Африци до повлачења из службе 1941.